# 蒜叶婆罗门参

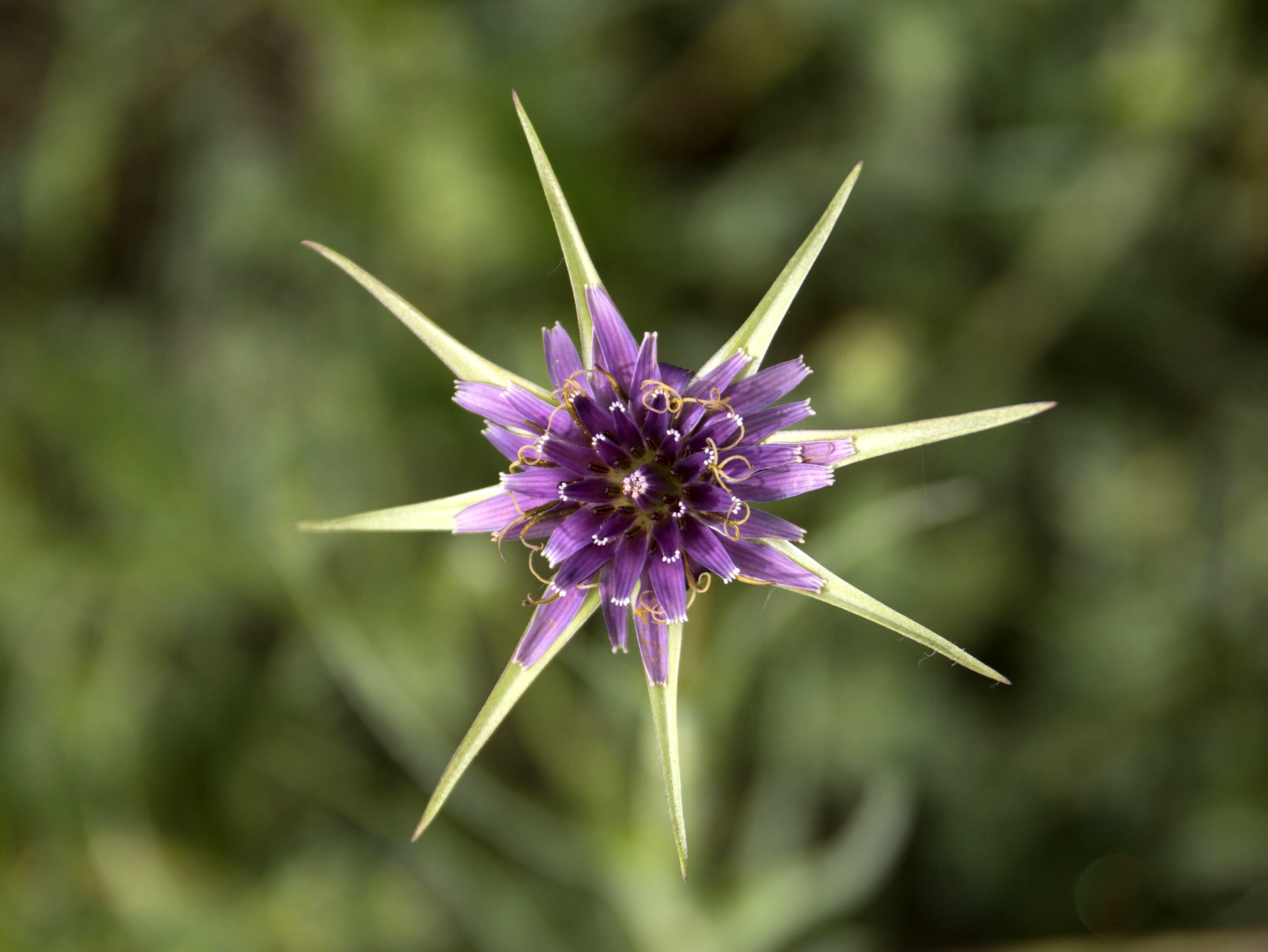
Tragopogon porrifolius

蒜叶婆罗门参（学名：Tragopogon porrifolius）为菊科婆罗门参属下的一个种。主要分布於陕西的太白山、新疆的乌鲁木齐、阿勒泰、昭苏，以及云南、欧洲和俄罗斯欧洲部分海拔730-1900米的荒地、田野、荒漠及半荒漠地带。

## 扩展阅读
- 維基物種上的相關：蒜叶婆罗门参